# Jan III van Beieren-Schagen

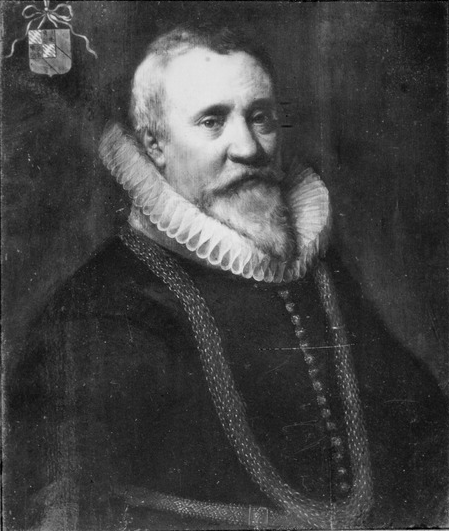

Wapen van Van Beieren-Schagen

Jan III van Beieren Schagen, ook wel genoemd Johan van Schagen (ca. 1544 - Den Haag, 18 februari 1618). Johan was de 6e heer van Schagen, Borchharen en Barsingerhorn 1548-1618 en de zoon van Willem II van Beieren-Schagen en Elisabeth van Bronckhorst.

## Levensloop

### Tachtigjarige Oorlog
Zowel hij als zijn vader kozen in de Tachtigjarige Oorlog partij voor de koning van Spanje. Nadat de Spaanse vloot in 1573 tijdens de slag op de Zuiderzee werd verslagen, werd het kasteel in Schagen bezet door Diederik Sonoy, de plaatsvervanger van Willem van Oranje in de noordkop van Holland.
Er brak een bloedige periode aan in de geschiedenis van het kasteel bij de komst van Diederik Sonoy in het Schager Slot. Sonoy had opdracht gekregen van de Staten van Holland om streng op te treden tegen uitingen van het katholieke geloof. Hij stelde een rechtbank aan in Alkmaar en verhuisde die daarna naar het slot van Schagen. Vele West-Friezen werden door deze 'bloedraad' van Noord-Holland naar de martelkamer gesleept. Hun katholieke geloof moesten velen bekopen met de dood. Pas na het ingrijpen van Willem van Oranje werd een einde gemaakt aan deze praktijken. De prins benoemde daarna een 'commissie van onderzoek', die de zaak voorlegde aan het Hof van Holland. Het hof sprak daarop alle nog in leven zijnde beklaagden vrij. Door zijn wreedheid verloor Sonoy ook de steun van stadhouder Maurits van Oranje.
De sloteigenaar Johan van Schagen koos uiteindelijk partij voor Oranje en kreeg daarna een hoge functie bij de Staten van Holland.

### Heerlijkheid Schagen
Jan erfde de heerlijkheid Schagen en het slot. Op 18 juni 1560 komt Joost van Bronckhorst ridder en heer van Bleyswijck in Haarlem om uit naam van zijn dochter Elisabeth van Bronckhorst, weduwe van Willem heer van Scagen, als moeder en voogdes van Johan heer van Scagen en van haar andere kinderen enerzijds en Christoffel, Geryt, Aelbrecht en Joost van Scagen en Jorys van Treslong als man en voogd van zijn vrouw Aef van Scagen anderzijds, komen tezamen overeen om de goederen en renen, nagelaten door hun vader Johan van Scagen, te verdelen, doch om die van hun moeder Kathryne van Schengen, van hun zuster Janne van de Werve en die, afkomstig van hun tante Janne van Scagen, echtgenoot van Philips Ruyckrock, van Willem Oom van Wyngaerden, van Belie bastaard van Scagen en nog enige andere goederen onverdeeld te laten.
Op 29 juli 1563 bevestigt Cornelis Suys, heer van Rijswijck, president en Arnoult Sasbout, raadsheer in het Hof van Holland, dat de eenentwintig geersen land en duin, gelegen bij het huis te Schagen, leengoederen of eigen goederen zijn:
dat het grootste gedeelte van die goederen leengoed is en dat het overige gedeelte allodiaal is, docht dat dit nochtans zal blijven aan het huis van Schaghen (Met de zegels van Cornelis Suys en Arnout Sashout in rode was)
Eerder was dit al bevestigd voor het Hof op 21 oktober 1544.

### Pluimgraafschap
Blijkens een akte van belening, gedateerd 18 april 1606, werd het pluimgraafschap van West-Friesland, Texel en Wieringen tot een onversterfelijk leen. In 1653 bekrachtigd door een akte van uitgifte in eeuwige erfpacht.
Hij stierf in 1618, waarna hij werd opgevolgd door zijn zoon Albrecht van Schagen, die op zijn beurt de heerlijkheid Schagen naliet aan zijn zoon Willem III van Beieren-Schagen, die daarmee de laatste van de familie was, die Schagen bezat. Vanwege grote schulden was hij genoodzaakt om de heerlijkheid Schagen te verkopen. Deze verkoop vond plaats in Den Haag in 1658 voor een, destijds gigantisch, bedrag van f 263.000.

### Huwelijk en kinderen

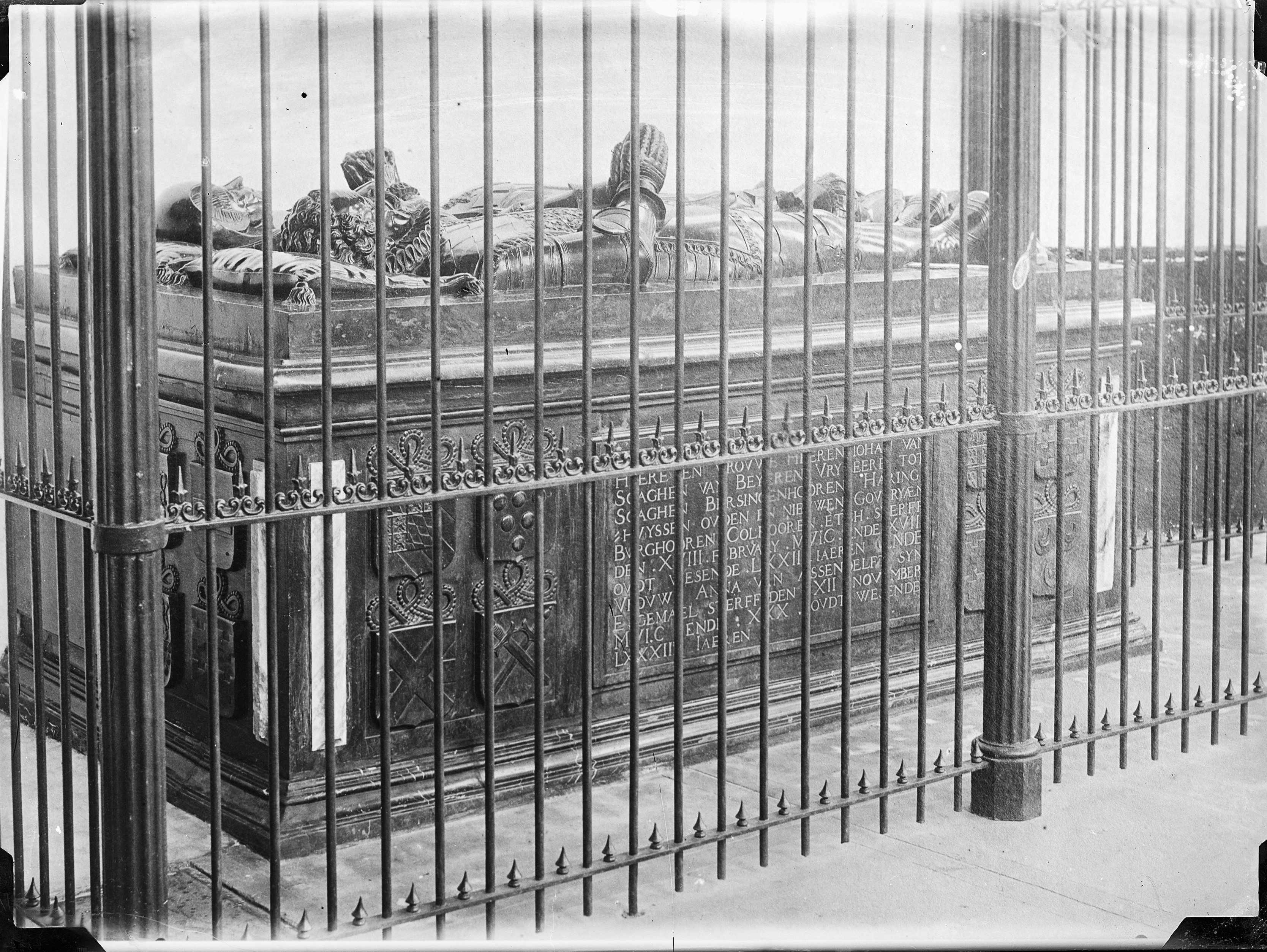
Graftombe van Johan van Schagen en Anna van Assendelft in de Nederlands-Hervormde Kerk te Schagen.

Johan trouwde op 3 augustus 1568 in Den Haag met Anna van Assendelft (ca. 1547 - Den Haag, 12 november 1630). Zij was de dochter van Dirk IV van Assendelft heer van Kralingen Besoyen, Heinenoord, Land van de Wale, Brandswaarde (ca. 1498 - Brussel 1553) en Adriana van Nassau (overleden Breda, 20 december 1558) de dochter van Paulus van Nassau (ca. 1475 - Breda, 6 september 1514) en Catharina van Haeften (ca. 1480 - Breda, 5 juni 1514). Paulus was een kleinzoon van Jan IV van Nassau.
Uit het huwelijk van Johan en Anna zijn volgende kinderen geboren:
- Albrecht II van Beieren-Schagen trouwde met Theodora van Wassenaer.
- Dirk van Beieren-Schagen vrijheer van Goudriaan, St. Hubert, Waddinxveen, heer van Zijl, Zuiderwijk en de hofstad Spieringshoek.
- Adriana van Beieren-Schagen, trouwde met Johan baron van Wittenhorst heer van Sonsveld, Drongelen en Oyen zoon van Herman van Wittenhorst en Elisabeth van Leraadt.
- Elisabeth van Beieren-Schagen, trouwde op 19 januari 1603 met Vincent Schellaert van Obbendorff en Geysteren
- Catharina van Beieren-Schagen trouwde op 26 juli 1607 met Jan Robert de Cupere de Cuyper heer van Meerenburg en Keervliet, baron de Herckenroy (Bourgondië) (1580 - Breda, 1625). Hij was lijfjonker van Filips van Nassau prins van Oranje en daarna hofmeester van Frederik Hendrik van Nassau prins van Oranje. Nazaten van Catharina en Jan, uit meer dan 10 generaties, zijn nog in leven.